# Bròquil
Els bròquils o bròculs (Brassica oleracea var. botrytis) són plantes comestibles de la mateixa espècie que la col.
Segons les zones dialectals, en alguns llocs se'n diu bròquil verd i bròquil blanc (coliflor) mentre que en altres zones la paraula bròquil només es refereix al bròquil de color verd. La coliflor (blanca) i el bròquil (verd) són de la mateixa varietat (botrytis). En la taxonomia botànica no s'acostuma a diferenciar en subvarietats, cosa que sí que es fa en l'àmbit comercial, en que la coliflor i el bròquil són productes comercialment diferents.
Els bròquils, com algunes altres cols, tenen meristemes en la inflorescència més que no pas botons florals quan arriba el moment de la collita.

## Informació nutricional
Com altres membres de la col (Brassica oleracea), els bròquils són molt nutritius. Uns 100 grams de bròquil tenen unes 20 calories, 2 grams de proteïnes, 4 grams de glúcids, 2 grams de fibra dietètica i una gran quantitat de vitamina C.